# Georges Senfftleben
Georges Senfftleben (Clamart, 19 de desembre de 1922 - Esa, 24 d'agost de 1998) va ser un ciclista francès que fou professional entre 1942 i 1958. Destacà en la pista on va aconseguir quatre medalles al Campionat del món de velocitat.

## Palmarès
- 1942
  - 1r al Gran Premi d'Angers
- 1944
  -  Campió de França de velocitat
  - 1r al Gran Premi de París
- 1947
  -  Campió de França de velocitat
- 1948
  -  Campió de França de velocitat
- 1951
  -  Campió de França de velocitat
- 1952
  - 1r als Sis dies de Saint-Étienne (amb Émile Carrara)
  - 1r als Sis dies de Hannover (amb Émile Carrara)
  - 1r al Premi Dupré-Lapize (amb Émile Carrara)
- 1954
  - 1r als Sis dies de París (amb Roger Godeau)
  - 1r als Sis dies d'Aarhus (amb Roger Godeau)
  - 1r als Sis dies de Brussel·les (amb Dominique Forlini)
- 1955
  - Campió d'Europa de Madison (amb Dominique Forlini)
  - 1r als Sis dies de Frankfurt (amb Dominique Forlini)
  - 1r al Premi Dupré-Lapize (amb Dominique Forlini)
- 1956
  - 1r als Sis dies de Copenhaguen (amb Dominique Forlini)